# 江原利次
江原 利次（えはら としつぐ、1947年7月12日 - ）は、日本のプロゴルファー。

## 来歴
1974年にレフティとしてプロ入りし、1976年のアジアサーキット・香港オープンでは初日に4位グループに着けた。
1976年のシンガポールオープンでは内田袈裟彦が優勝し、野口英雄が6位、新井規矩雄が9位に入り、江原は11位で惜しくも十傑入りは逃した 。
1978年の関東オープンでは初日、ラフが深いゆえにグリーンの難しさもあって上原宏一・浅井教司・謝敏男（ 中華民国）・川田時志春・関水利晃・草壁政治・海老原清治・日吉稔・森憲二・高井吉春・鳥沢利一・石井冨士夫と並んでの10位タイでスタートしたが、2日目には猛暑とラウンド時間が6時間というスローペースに苦しめられながら69をマークし、日吉と並んでの2位タイに浮上。
1979年の山梨プロアマでは榎本七郎・大森信佳・鷹巣南雄に次ぐ4位、1984年の埼玉オープンでは小川清二・金谷多一郎・美浦修・新井に次ぐと同時に川俣茂・須貝昇と並んでの6位タイに入り、1985年のマルマン日本海オープンを最後にレギュラーツアーから引退。